# Shangkanxiang (ort i Kina, Hubei Sheng, lat 31,81, long 110,35)
Shangkanxiang (kinesiska: 上龛乡) är en ort i Kina. Den ligger i provinsen Hubei, i den centrala delen av landet, omkring 400 kilometer väster om provinshuvudstaden Wuhan. Antalet invånare är 8 712. Befolkningen består av 3 848 kvinnor och 4 864 män. Barn under 15 år utgör 9,0 %, vuxna 15-64 år 76 %, och äldre över 65 år 14,0 %.
Runt Shangkanxiang är det ganska glesbefolkat, med 24 invånare per kvadratkilometer. Shangkanxiang är det största samhället i trakten. I omgivningarna runt Shangkanxiang växer i huvudsak blandskog.
Genomsnittlig årsnederbörd är 1 180 millimeter. Den regnigaste månaden är september, med i genomsnitt 207 mm nederbörd, och den torraste är december, med 12 mm nederbörd.